# Umberto Colonna
Umberto Colonna (Bari, 27 novembre 1913 – Bari, 8 maggio 1993) è stato un pittore italiano.

## Biografia
Umberto Colonna era figlio d'arte: suo padre Nicola fu apprezzato decoratore di interni e autore di numerosi affreschi in edifici civili e religiosi.
Dopo l'apprendistato sotto la guida paterna, che gli consentì di raggiungere una solida preparazione tecnica, frequentò la bottega di Antonio Lanave e più assiduamente quella di Salvatore Fantasia,  pittore brindisino residente a Bari dal 1933, con il quale avviò un proficuo sodalizio professionale.
Più tardi - tra il 1937 e il 1938- Colonna lavorò a Verona, dove eseguì affreschi nella basilica di Santa Teresa a Tombetta, e una pala d'altare in San Nicolò all'Arena. Durante il soggiorno in Veneto, ebbe modo di frequentare a Venezia lo studio di Ettore Tito, il quale qualche anno prima (nel 1933) aveva portato a termine un'impresa prestigiosa, la sostituzione con dipinti ad olio degli affreschi perduti di Giambattista Tiepolo nel soffitto della chiesa veneziana degli Scalzi. In quegli stessi anni lavorò a Mantova (per le chiese dei Gesuiti e per quella dedicata ai Martiri di Belfiore), ad Este (nella villa del marchese Caborini), a Trieste.
Richiamato alle armi nel 1939, ritornò a Bari dove si stabilì definitivamente. In quell'anno, Colonna, che aveva già realizzato nel 1937 per la chiesa di San Giuseppe gli affreschi della facciata ed alcune vetrate dipinte, portò a conclusione il suo primo impegnativo lavoro barese: gli affreschi della chiesa ottocentesca di San Ferdinando, che alcuni anni prima era stata trasformata secondo un progetto di Saverio Dioguardi. 
Al tempo stesso, Colonna -che tenne le sue prime personali a Bari nel 1931 al Barion e nel 1932 all'Hotel Miramare e nel 1933 partecipò ad una collettiva con Consolazione, Fiore, Giacomucci, Leonardi, Lo Presti, Marino e Montanari - ha costantemente praticato la pittura da cavalletto, dedicandosi al paesaggio, al ritratto, alla natura morta. L'aduletera, La Giuditta, Il Tempo, il grande Ritratto di Famiglia e L'incredulità di San Tommaso appartengono alla fine degli anni '30 e inizi degli anni '40, alcuni presso la Pinacoteca Provinciale di Bari.
Tutta la produzione di Umberto Colonna è improntata, sia nella produzione religiosa, che in quella di soggetto profano, dal modello ideale della maniera aulica della grande pittura veneziana, da quella rinascimentale a quella settecentesca segnatamente piepolesca, incondizionatamente apprezzata sin dagli esordi, ma alla cui conoscenza contribuirono in maniera determinante sia il soggiorno in Veneto, sia la frequentazione di Ettore Tito, valente colorista, e riconosciuto interprete della tradizione pittorica lagunare. Da cui l'opera di C. trae i suoi caratteri distintivi, che vanno identificati nell'uso sapiente delle potenzialità costruttive del colore e nell'adozione di ricercati tonalismi, ma anche nell'ariosità e nella studiata complessità degli impianti compositivi (DE VENERE). Tra i suoi allievi si ricordano Gaetano Valerio, Vito Giovannelli, Antonio Dentamaro e Cosimo Tamborra. Colonna Umberto è padre del pittore e scultore Mario Colonna, che ha diretto per molti anni l'Accademia di Belle Arti di Bari.

## Opere
Tra i molteplici cicli di affreschi e dipinti, portati a termine in Puglia e in altre regioni, si ricordano in particolare quelli realizzati nella Chiesa Matrice di Capurso nel 1945 di tematica cristologica, che si inseriscono nella vasta decorazione curata dallo stesso artista, nonché quelli nelle Matrici di Ceglie del Campo, Cassano Murge, Valenzano, e nella chiesa di San Rocco a Bitritto.
Vasta anche la produzione in Basilicata, a Muro Lucano, Laurenzana e Balvano.
Nel 1937, per la Chiesa di San Rocco a Palo del Colle realizza un dipinto di Santa Teresa del Bambino Gesù. Ai lati del piccolo organo nella cantoria in legno, e risalenti al 1939, sono presenti due affreschi di angeli attribuiti a Umberto Colonna. Anche la chiesa matrice di Modugno contiene delle sue opere: il quadro della Vergine del Rosario è stato ritratto dal pittore nel 1940.
Nel 1943 realizza l'altare maggiore della chiesa Santa Maria della Pace del comune di Noicàttaro, un lavoro in marmo con una grande effigie su tela della Madonna della Pace di San Giuseppe con Gesù bambino. Nella stessa chiesa ha eseguito il restauro degli affreschi delle volte, e ha ritoccato le cornici con oro zecchino.
Nel 1951 affresca la volta della chiesa del monastero delle Carmelitane di Ostuni, con scene della vita carmelitana.
Per la chiesa di Santa Teresa degli Scalzi a Brindisi, Umberto Colonna ha dipinge tele aventi i seguenti soggetti:
- La Madonna del Rosario, per la cappella omonima.
- Il Cristo in trono, per il presbiterio.
- La gloria dei santi medici Cosma e Damiano, dipinto a olio, particolare del soffitto cassettonnato della navata.
- La gloria di Santa Teresa d'Avila, dipinto a olio, particolare del soffitto cassettonnato del transetto.

Nella chiesa di San Michele a Bari ha decorato l'abside con un grande affresco della Madonna del Carmine e, nelle navate laterali la Via Crucis.
Nel 1953, per la chiesa di San Marco dei Veneziani, ubicata in vico San Marco, nel centro storico di Bari, ha completato una pala raffigurante la Madonna del Pozzo con san Marco a sinistra, e sant'Antonio a destra. Nel 1958, per la Chiesa di San Rocco a Palo del Colle ha realizzato degli affreschi.
Nella chiesa di Santa Maria delle Grazie al Trionfale a Bari si trova nella contro-facciata una tela del Colonna raffigurante l'apparizione della Vergine a Pio V.
A Mola di Bari è autore di due grandi affreschi della Madonna del Rosario, il primo dei quali fu realizzato nel 1965 nella cupola della chiesa della Maddalena. Il tema della Madonna del Rosario si ripete nel 1980 per la chiesa del Santissimo Rosario di San Domenico.
Ancora nella chiesa chiesa matrice di Modugno Umberto Colonna nel 1966 dà vita al quadro del Battesimo di Gesù.
Nella cappella della Madonna della Pietà in Galugnano (frazione di San Donato di Lecce), seguendo il programma iconografico della redenzione (Annunciazione, Natività, Crocifissione, Risurrezione) il Colonna ha decorato gli altari laterali con affreschi e, al centro, sull'altare maggiore, una raffigurazione della Crocifissione.
Sempre in Galugnano dipinge la figura di Maria Santissima Immacolata affrescata nell'abside della chiesa di San Nicola e una grande figura di San Michele Angelo all'olio su tela. Nella stessa parrocchiale ha decorato il soffitto della navata centrale con rosoni in legno laminati in oro zecchino.
Per la chiesa di Santa Lucia in Gioia del Colle ha eseguito la grande pala raffigurante il martirio della Santa.
Nell'ambito civile ha decorato nel 1978 la facciata del Palazzo comunale di Piazza Chiurlia, nella Bari vecchia, con un mosaico in omaggio al Patrono della città San Nicola.